# Bolbochromus luzonensis
Bolbochromus luzonensis is een keversoort uit de familie cognackevers (Bolboceratidae). De wetenschappelijke naam van de soort werd in 2019 gepubliceerd door Chun-Lin Li en Jan Krikken. De soort komt voor op het eiland Luzon in de Filipijnen.